# Palazzo sull'acqua

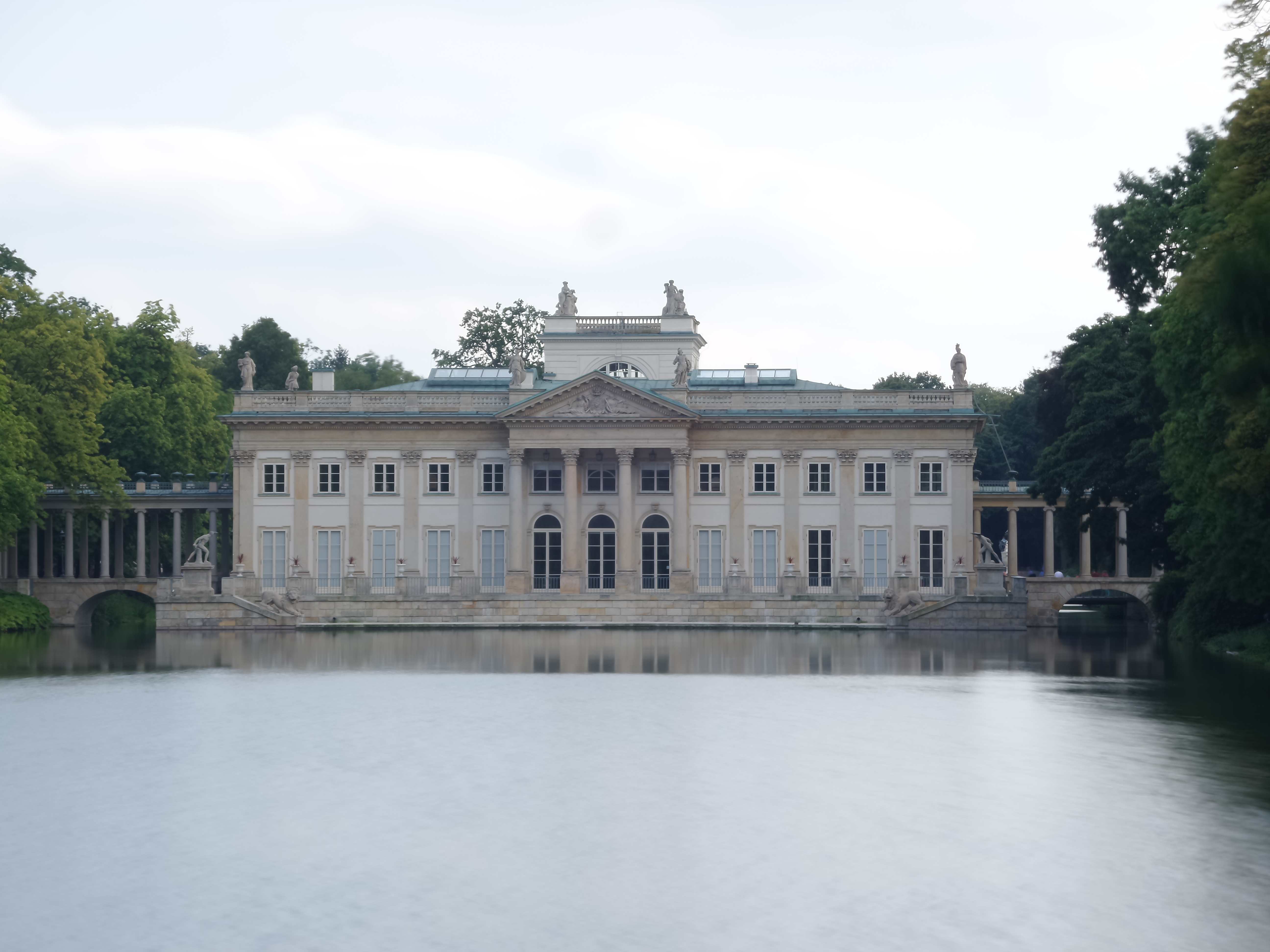
Panoramica

Il Palazzo sull'acqua (in polacco: Pałac Na Wyspie), noto anche come Palazzo dei Bagni (in polacco: Pałac Łazienkowski) o Palazzo Łazienki, è un palazzo classicista situato all'interno del Parco Łazienki di Varsavia.
Costruito vicino al castello di Ujazdów, era originariamente un padiglione barocco delle Terme; fu commissionato dal conte Stanisław Herakliusz Lubomirski a Tylman di Gameren nel 1683–1689. L'edificio, eretto alla fine del XVII secolo e con pianta quadrata, era riccamente decorato con stucchi, statue e dipinti; delle decorazioni originali e dei dettagli architettonici, sono sopravvissuti solo in parte a causa dei bombardamenti durante la Seconda guerra mondiale.
Nel 1766 il re Stanislao II Augusto Poniatowski acquistò la tenuta e convertì il complesso edilizio in una residenza estiva neoclassica, con giardino all'inglese. Nel 1772–1793 fu ricostruito da Domenico Merlini e Jan Chrystian Kamsetzer.
Durante le fasi finali della Seconda guerra mondiale, i tedeschi in ritirata devastarono l'interno del palazzo e praticarono dei fori nella struttura portante dell'edificio in programmazione di una sua eventuale demolizione. In seguito alla conclusione del conflitto bellico, nel secondo dopoguerra il palazzo subì un profondo restauro.